# Trofeo Melinda 2013
La Trofeo Melinda 2013, ventiduesima edizione della corsa e valida come evento dell'UCI Europe Tour 2013 categoria NC.1 e come campionato nazionale, si svolse il 22 giugno 2013 su un percorso di 234 km. Fu vinta da Ivan Santaromita che terminò la gara in 6h14'48", alla media di 37,46 km/h.
Partenza con 74 ciclisti, dei quali 34 portarono a termine la gara.

## Squadre partecipanti
| N.    | Cod. | Squadra                      |
| ----- | ---- | ---------------------------- |
| 1-14  | AND  | Androni Giocattoli-Venezuela |
| 15-30 | LAM  | Lampre-Merida                |
| 32-46 | VIN  | Vini Fantini-Selle Italia    |
| 47-58 | CAN  | Cannondale Pro Cycling       |
| 59-68 | BAR  | Bardiani Valvole-CSF Inox    |
| 69-71 | BMC  | BMC Racing Team              |
| 74-79 | AST  | Astana Pro Team              |
| 81-85 | ALM  | AG2R La Mondiale             |

| N.    | Cod. | Squadra              |
| ----- | ---- | -------------------- |
| 86-89 | PPO  | Nippo-De Rosa        |
| 90-91 | VCD  | Vacansoleil-DCM      |
| 92-93 | UNA  | Utensilnord-Ora24.eu |
| 94-95 | TST  | Team Saxo-Tinkoff    |
| 96    | KAT  | Katusha Team         |
| 99    | CCC  | CCC Polsat Polkowice |
| 100   | COL  | Colombia             |
| 101   | EUC  | Team Europcar        |

## Ordine d'arrivo (Top 10)
| Pos. | Corridore            | Squadra       | Tempo    |
| ---- | -------------------- | ------------- | -------- |
| 1    | Ivan Santaromita     | BMC Racing    | 6h14'48" |
| 2    | Michele Scarponi     | Lampre-Merida | s.t.     |
| 3    | Davide Rebellin      | CCC Polsat    | s.t.     |
| 4    | Alessandro De Marchi | Cannondale    | a 20"    |
| 5    | Rinaldo Nocentini    | AG2R La Mond. | a 26"    |
| 6    | Matteo Rabottini     | Vini Fantini  | a 30"    |
| 7    | Simone Stortoni      | Lampre-Merida | a 39"    |
| 8    | Enrico Gasparotto    | Astana        | a 42"    |
| 9    | Damiano Caruso       | Cannondale    | a 48"    |
| 10   | Marco Marcato        | Vacansoleil   | a 51"    |